# Piula camallarga
La piula camallarga (Anthus pallidiventris) és un ocell de la família dels motacíl·lids (Motacillidae).

## Hàbitat i distribució
Habita praderies i terres de conreu des del Camerun i Guinea Equatorial, cap al sud, a través de Gabon, República del Congo, sud-oest de la República Centreafricana i oest de la República Democràtica del Congo, a la llarga del Riu Congo fins Cabinda i nord-oest d'Angola.